# Kim tâm
Kim tâm hay còn gọi cúc móng ngựa, cúc tía, cúc hải đường (danh pháp khoa học: Petasites japonicus) là một loài thực vật có hoa trong họ Cúc. Loài này được (Siebold & Zucc.) Maxim. miêu tả khoa học đầu tiên năm 1866.